# گوداپوسا
گوداپوسا (به لاتین: Godapussa) یک منطقهٔ مسکونی در سری‌لانکا است که در استان مرکزی (سری‌لانکا) واقع شده‌است.